# St. Andreas (Homburg-Erbach)

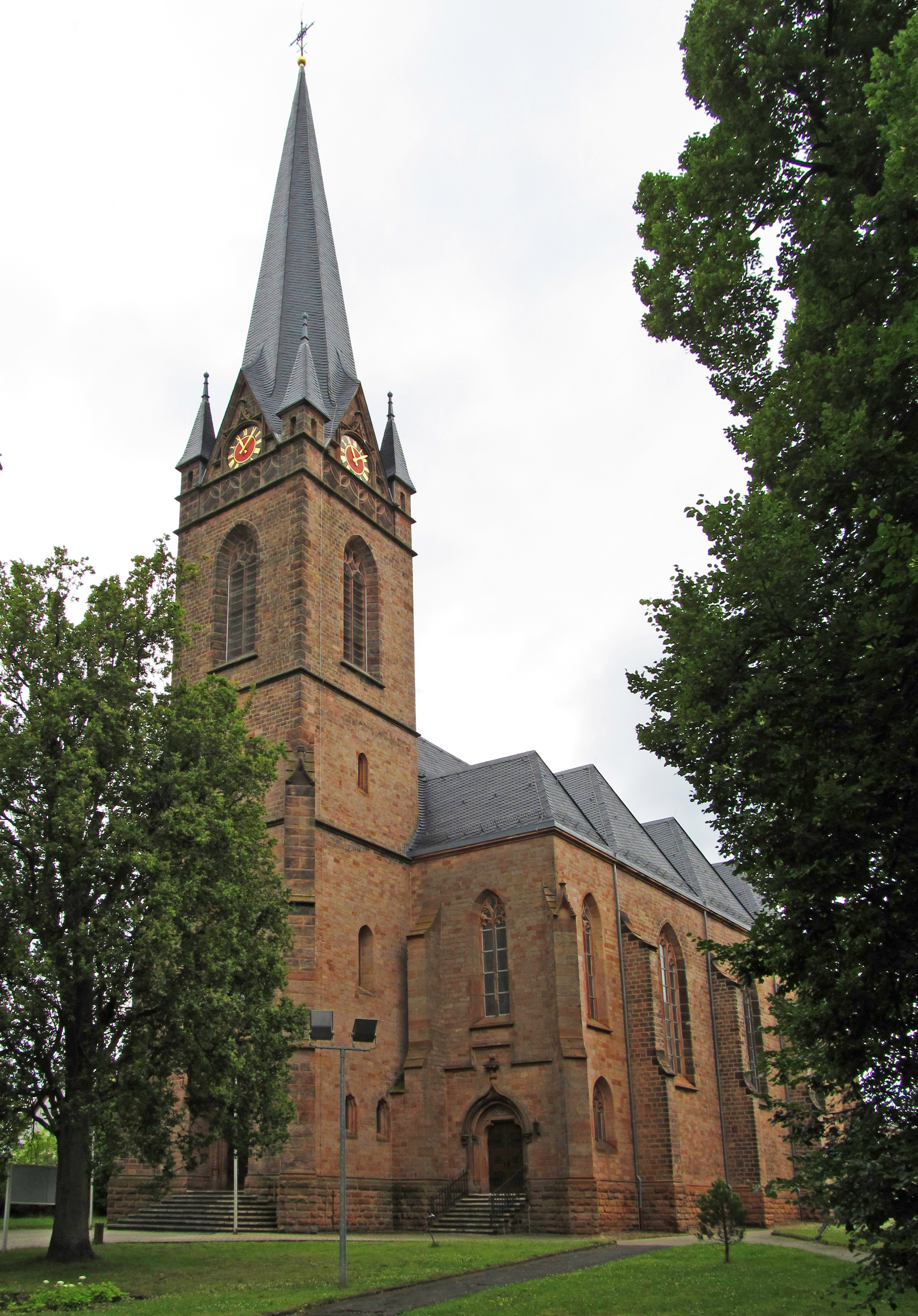
Die Pfarrkirche St. Andreas in Homburg-Erbach

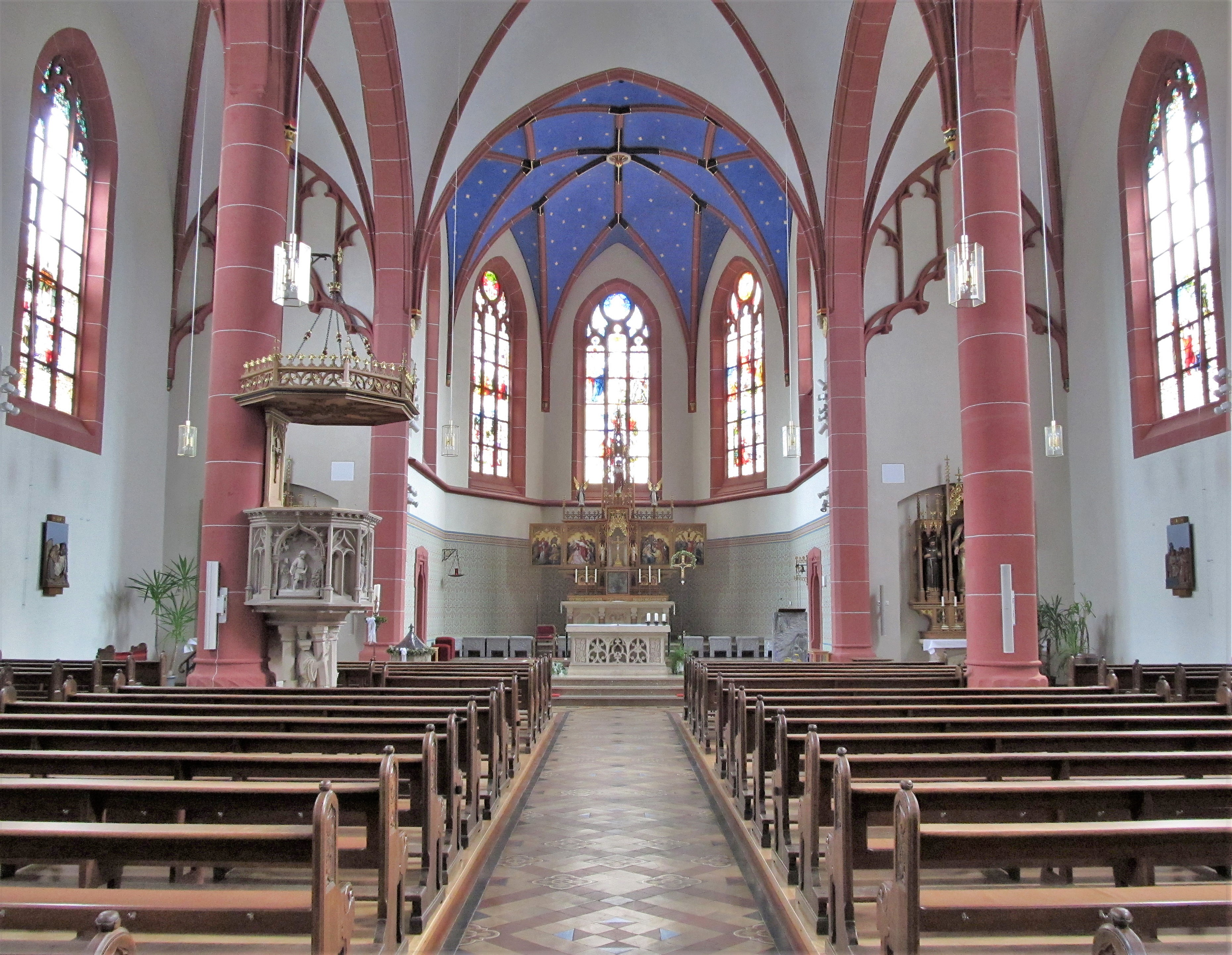
Blick ins Innere der Kirche

Die Kirche St. Andreas ist eine katholische Kirche in Erbach, einem Stadtteil von Homburg, der Kreisstadt des Saarpfalz-Kreises im Saarland. Kirchenpatron ist der heilige Andreas. Die Andreaskirche ist aufgrund ihres weit aufragenden, mit einem Spitzhelm bekrönten Turmes, der weithin sichtbar Erbach überragt, ein Wahrzeichen des Ortes. In der Denkmalliste des Saarlandes ist die Kirche als Einzeldenkmal aufgeführt.

## Geschichte
Beginn der Bauarbeiten zu dem Kirchengebäude, das nach Plänen des Architekten Wilhelm Schulte aus Neustadt errichtet wurde, war im Jahr 1902. Die Grundsteinlegung erfolgte am 7. September des gleichen Jahres. Zwei Jahre später, am 16. Oktober 1904, wurde das Fest zur Benediktion der Kirche sowie zur Weihe der Glocken begangen. Am 27. Juni 1906 schließlich vollzog der Speyrer Bischof Konrad von Busch die feierliche Konsekration des fertiggestellten Gotteshauses.
1938 kam es zu einem Umbau im Kirchturm, wo ein Pfarrheim eingerichtet wurde.
Die erste Erneuerung der Dachfläche wurde Ende der 1950er Jahre durchgeführt, dabei wurde die Schieferdeckung durch eine Eindeckung aus Faserzement-Platten ersetzt. In den 1970er Jahren kam es zu einer weiteren Sanierungsmaßnahme, bei der Ausbesserungen an der Eindeckung und die Verstärkung der Holzkonstruktion durchgeführt wurden. Da es durch die Verankerung im alten Sandsteingesims durch Korrosion zu große Schäden an den Rinnen kam, mussten diese Anfang der 1990er Jahre erneuert werden.
In den Jahren 2003 bis 2009 kam es zu einer umfangreichen und umfassenden Restaurierung der Kirche, bei der u. a. Konstruktionsfehler aus der Erbauungszeit von 1902 bis 1906 korrigiert wurden. Die ausführenden Architekten dabei waren Klaus Daub und Andreas Michaeli, die Planung oblag dem Planungsbüro Andreas Michaeli (Rohrbach).
Bei der Neustrukturierung des Bistums Speyer 2016 wurden vier Homburger Kirchengemeinden zur Pfarrei Hl. Johannes XXIII. zusammengelegt und die benachbarte Kirche Maria vom Frieden wurde Pfarrkirche und zentraler Gottesdienstort.

## Architektur
Das Kirchengebäude ist eine dreischiffige Hallenkirche, die im neugotischen Stil errichtet wurde. Abgeschlossen wird das Bauwerk im Westen durch einen 64 m hohen Turm mit Spitzhelm, im Osten erfolgt der Abschluss durch einen dreiseitig geschlossenen Chor mit Netzgewölbe. Das Kirchenschiff ist in drei Joche unterteilt, deren Decken als Kreuzrippengewölbe ausgebildet sind. Aufgrund der Jochunterteilung besitzt das Kirchengebäude drei Fensterachsen mit reichem Maßwerk. Das Maßwerk setzt sich in der Empore fort.

## Ausstattung
Die Kirchenfenster, die Motive aus dem Alten und Neuen Testament zeigen, stammen von der Glashütte Voege und Kribitsch (Mannheim) und sind im Original aus der Erbauungszeit erhalten. Das Gleiche gilt auch für den reich verzierten Hochaltar (ein neugotischer Flügelaltar) und die Seitenaltäre für die die Kunstanstalt Mayer (München) verantwortlich zeichnete. Auch der Kreuzweg, eine Statue des Heiligen Andreas und die Kanzelplastik „Samson unter der stürzenden Säule“ sind sehenswerte Bestandteile der Ausstattung.
2009 wurde die ursprüngliche Bemalung von 1906 im Innenraum wiederhergestellt.

## Orgel

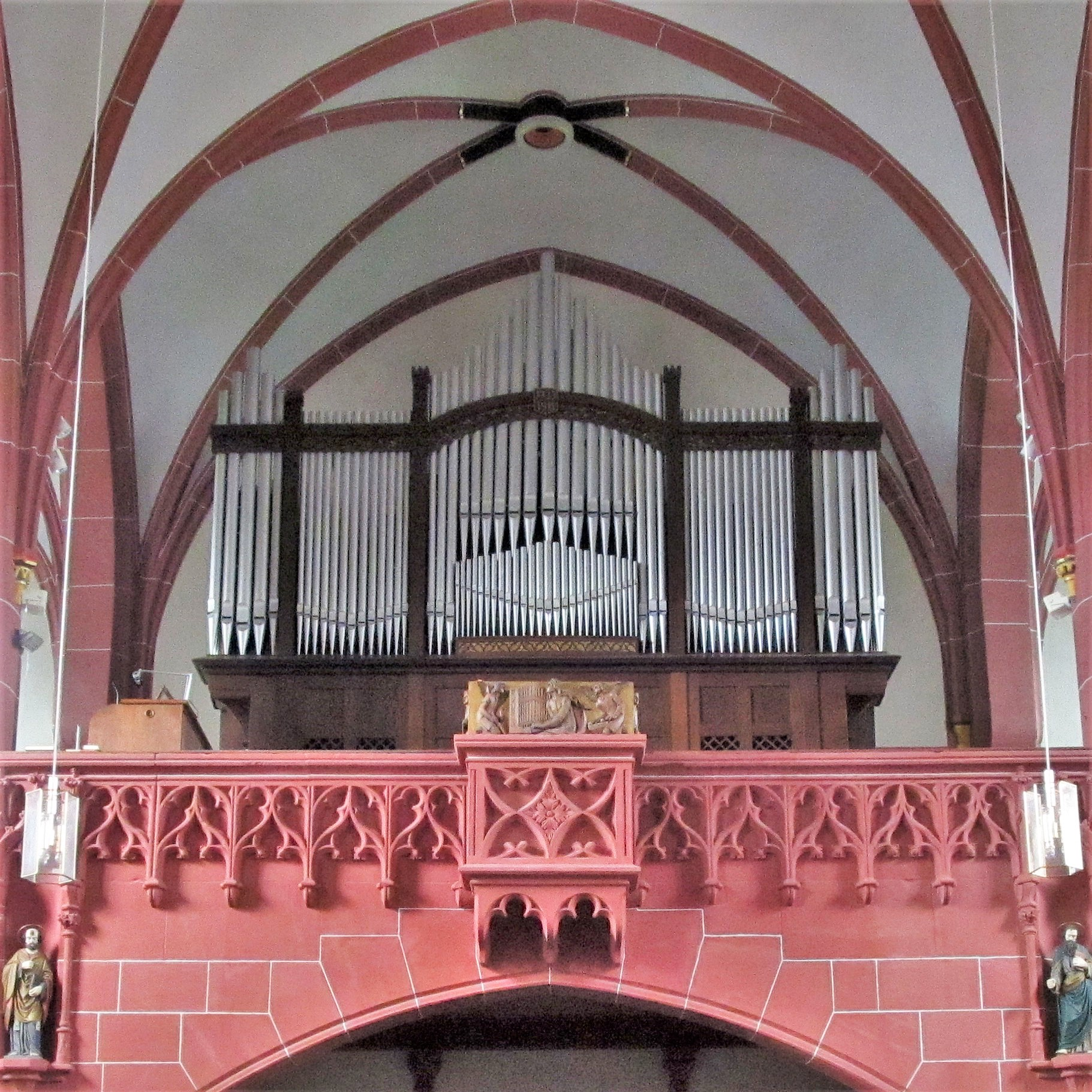
Empore und Orgelprospekt

Die Orgel der Kirche wurde 1911 von der Orgelbaufirma Schlimbach (Würzburg) erbaut und verfügte über 23 Register, zwei Manuale und Pedal in einem freistehenden Spieltisch. 1957 erfolgte ein Umbau durch die Firma Hugo Mayer Orgelbau (Heusweiler). Seitdem verfügt das Instrument, das auf einer Empore aufgestellt ist, über 29 Register. Die Windladen sind elektropneumatische Membranladen. Die Orgel verfügt über 1882 Pfeifen, 1621 aus Zinn und 261 aus Holz. Die größte misst 5,20 m, die kleinste 6 cm.
| I Hauptwerk C–g3 |           |       |
| 1.               | Bourdon   | 16′   |
| 2.               | Principal | 8′    |
| 3.               | Gemshorn  | 8′    |
| 4.               | Holzflöte | 8′    |
| 5.               | Octave    | 4′    |
| 6.               | Rohrflöte | 4′    |
| 7.               | Quinte    | 2 ⁄3′ |
| 8.               | Schwiegel | 2′    |
| 9.               | Mixtur IV | 1 ⁄3′ |
| 10.              | Trompete  | 8′    |

| II Schwellwerk C–g3 |                 |       |
| 11.                 | Gedackt         | 8′    |
| 12.                 | Salicional      | 8′    |
| 13.                 | Principal       | 4′    |
| 14.                 | Blockflöte      | 4′    |
| 15.                 | Principal       | 2′    |
| 16.                 | Sesquialtera II |       |
| 17.                 | Quinte          | 1 ⁄3′ |
| 18.                 | Nachthorn       | 1′    |
| 19.                 | Cymbel IV       |       |
| 20.                 | Dulzian         | 16′   |
| 21.                 | Krummhorn       | 8′    |
| 22.                 | Regal           | 4′    |
|                     | Tremulant       |       |

| Pedal C–f1 |               |     |
| 23.        | Subbass       | 16′ |
|            | Gedecktbass   | 16′ |
| 24.        | Octavbass     | 8′  |
| 25.        | Gedecktbass   | 8′  |
| 26.        | Choralbass    | 4′  |
| 27.        | Nachthorn     | 2′  |
| 28.        | Hintersatz IV |     |
| 29.        | Posaune       | 16′ |

- Koppeln: II/I, I/P, II/P
- Spielhilfen: zwei freie Kombinationen, frei einstellbares Pedal, Crescendowalze,,Handreg. ab, Zungen ab, Tutti

## Glocken
Der Heidelberger Glockengießer Friedrich Wilhelm Schilling schuf 1952 ein vierstimmiges Geläut in Präfationsmotiv. Aufgehängt sind alle Glocken an Holzjochen in einem Glockenstuhl der ebenfalls aus Holz besteht. Geschlagen wird zu jeder Viertelstunde mit den Glocken a1 und g1 in der Reihenfolge. Die vollen Stunden schlägt zunächst die f1 und später nachschlagend die d1. Das volle Geläut erklingt nur zu Hochfesten.
| Nr. | Name        | Ton | Gussjahr | Gießer, Gussort                         | Gewicht (kg) | Inschrift | Sinnbild                                                          |
| 1   | Christkönig | d1  | 1952     | Friedrich Wilhelm Schilling, Heidelberg | 1827         | Tu solus Altissimus, Jesus Christus - O Rex gloriae veni cum Pace.                                             | Das von einer Königskrone überragte Christusmonogramm             |
| 2   | St. Andreas | f1  | 1952     | Friedrich Wilhelm Schilling, Heidelberg | 982          | Beato Andreae Apostolo Ecclesia et Civitatis Erbacensis Patrono – Dum trahor audite. Voco vos ad sacra venite! | Das Andreaskreuz                                                  |
| 3   | St. Maria   | g1  | 1952     | Friedrich Wilhelm Schilling, Heidelberg | 677          | Ave Maria, Dominare, Regina et Mater, in medio Populi tuo Patrocinio confidentis.                              | Das von einer leuchtenden Strahlenkrone umgebene Marienmonogramm. |
| 4   | St. Michael | a1  | 1952     | Friedrich Wilhelm Schilling, Heidelberg | 464          | Quis ut Deus? Sancte Michael Archangele defende nos in proelio!                                                | Die Seelenwaage                                                   |